# Шифрин, Борис Исаакович
Борис Исаакович Шифрин (15 января 1930, Днепропетровск, УССР, СССР — 11 августа 2008, Москва, Россия) — советский и российский актёр, поэт-песенник. Член Союза театральных деятелей России (1994 — 2008).

## Биография
Борис Исаакович Шифрин родился 15 января 1930 года в городе Днепропетровске. С 1949 года работал учеником слесаря и слесарем на автозаводе в Днепропетровске. С 1950 по 1954 год проходил срочную служил на флоте. После службы в армии поступил на актёрский факультет Харьковского Государственного театрального института, который окончил в 1958 году. 
Играл в Сумском областном театре имени Щепкина, затем в Донецком драматическом театре и в Северо-Осетинском республиканском русском драматическом театре во Владикавказе.
В 1970 году переехал на постоянное место жительства в Москву, где продолжил актёрскую карьеру в Первом Московском областном драматическом театре. С 1973 года по 1984 год — работал художественным руководителем ДК им. Зуева. 
Как поэт-песенник сотрудничал с такими известными композиторами, как Ким Брейтбург, Аркадий Укупник, Людмила Лядова, Владимир Хвойницкий, Сергей Березин, Юрий Массин и многие другие. 
Песни на стихи Бориса Шифрина исполняют Лев Лещенко, Эдита Пьеха, Александр Буйнов, Маша Распутина, Николай Караченцов, Майя Кристалинская, Любовь Успенская, Владимир Асмолов, Борис Моисеев, Алёна Апина, Екатерина Шаврина, Людмила Рюмина, Тамара Миансарова.
Борис Исаакович Шифрин скончался 11 августа 2008 года от инфаркта. Похоронен на Перепечинском кладбище.

## Избранные песни
- «Приметы Родины» (музыка Александра Добронравова) исполняет Лев Лещенко
- «Русские глаза» (музыка Александра Добронравова) исполняет Елена Гусарова
- «Запоздалая любовь» (музыка Аркадия Укупника) исполняет Лев Лещенко
- «Колесо фортуны» (музыка Аркадия Укупника) исполняет Любовь Успенская
- «Романс о романсе» (музыка Людмилы Лядовой) исполняет Людмила Лядова
- «Эмиры и султаны» (музыка Юрия Массина) исполняет Николай Караченцов
- «Чаша горькая» (музыка Юрия Массина) исполняет Николай Караченцов
- «Дорога в никуда» (музыка Юрия Массина) исполняет Николай Караченцов
- «Аллергия» (музыка Александра Блоха) исполняет Николай Караченцов[1]